# Picosecondo
Un picosecondo è un'unità di tempo pari ad un millesimo di miliardesimo di secondo, cioè ad un millesimo di nanosecondo.
È formata usando il prefisso standard pico-, che significa 10-12. Il suo simbolo è ps.
È usata raramente nella vita di tutti i giorni. In alcuni campi tecnici è invece molto comune, specialmente nelle telecomunicazioni e in alcune aree dell'elettronica.
Anche alcuni campi scientifici, come la fisica delle particelle, utilizzano comunemente il picosecondo.
- 1 picosecondo rappresenta metà della vita di un Bottom quark;
- 3,3 picosecondi (approssimativamente) è il tempo impiegato dalla luce per percorrere un millimetro.

In un 1 ps la luce percorre esattamente 0,299792458 millimetri nel vuoto (per definizione di metro).
Ma la velocità della luce è minore all'interno dei materiali, come indicato dal loro indice di rifrazione maggiore di 1. Per esempio, l'aria ha un indice di rifrazione di 1,003 e l'acqua di 1,33.
Per alcuni oggetti un picosecondo è una quantità di tempo piuttosto lunga.
Gli attuali sistemi Ultra Wide Band possono effettuare emissioni di onde di pochi picosecondi.
I moderni transistor e i gate logici dei moderni microchip (2006) si attivano in tempi dell'ordine di grandezza di qualche picosecondo.